# Mary Ward Privat-Oberstufenrealgymnasium Krems
Das Mary Ward Privat-Oberstufenrealgymnasium Krems ist ein privates Oberstufenrealgymnasium in der Statutarstadt Krems an der Donau in Niederösterreich.

## Geschichte
Im Jahr 1722 bewilligte die Stadt Krems eine Niederlassung der Englischen Fräulein und der Unterricht wurde 1725 im eigens dafür errichteten Schulgebäude aufgenommen. Da der Staat seine bisherige Unterstützung zurückzog, verlegte der Orden im Jahr 1800 das Internat nach St. Pölten und schloss jenes in Krems. Die Schule selbst wurde jedoch weiter ausgebaut, 1840 wurde das Gebäude aufgestockt und 1852 ein Quertrakt angebaut. 1910 kamen eine dreiklassige Bürgerschule, 1919 eine Lehranstalt für hauswirtschaftliche Frauenberufe dazu und 1920 ein Kindergarten. Zwischen 1931 und 1945 wurde eine Mädchen-Mittelschule geführt, die nach dem Krieg in verschiedenen Gebäuden in Krems weiterbetrieben wurde. Daraus entwickelten sich später das Bundesgymnasium Rechte Kremszeile und das Bundesoberstufenrealgymnasium Krems. Aus dem Mädchenrealgymnasium der Englischen Fräulein wurde zunächst eine fünfjähriges, danach ein vierjähriges Oberstufengymnasium.

## Bildungsangebote
Die Schüler und Schülerinnen können zwischen dem naturwissenschaftlichen Life-Science- und dem wirtschaftskundlichen/kreativen Fit4Life-Zweig wählen.

## Bekannte Absolventen
- Marianne Hütter (1902–1991), Lehrerin und Schriftstellerin
- Adolfine Treiber (* 1938), Lehrerin, Historikerin und Schriftleiterin
- Anna Höllerer (* 1953), Politikerin